# François Abou Salem
François Abou Salem (né le 16 novembre 1951 à Provins et décédé à Ramallah le 1er octobre 2011,) est un comédien, auteur et metteur en scène franco-palestinien, essentiellement de théâtre mais aussi réalisateur de cinéma, de père hongrois et de mère française.

## Biographie

### Débuts
François Abou Salem, né le 16 novembre 1951 à Provins, en Seine-et-Marne, d'un père chirurgien et poète, Loránd Gáspár, et d'une mère scénographe, Francine Gaspar, est élevé à Jérusalem-Est. Il poursuit ses études secondaires chez les jésuites de Beyrouth entre 1964 et 1968, avant d’être engagé comme comédien au Théâtre du Soleil à Paris. Au début des années 1970, il commence à travailler comme comédien, auteur et metteur en scène à Jérusalem-Est. À partir de 1978, ses spectacles avec la compagnie théâtrale El-Hakawati qu'il a créée, tournent régulièrement en Europe, puis dans le monde arabe et aux États-Unis. La même année, il écrit et réalise son premier film, Pain et sel.

### Directeur artistique de théâtre
En 1983, il conçoit la transformation du cinéma incendié Al-Nuzha de Jérusalem en théâtre (l’actuel Théâtre national palestinien) dont il prend la direction artistique. Parmi ses créations et mises en scène on peut citer : L'Obscurité, Lutte libre, Quand nous sommes devenus fous, Mahjoub Mahjoub, Ali le Galiléen, L'Histoire de l'œil et de la dent, et L'Histoire de Kufur Shamma
Il réalise, en 1985, l'adaptation palestinienne et la mise en scène de Mistero buffo de Dario Fo, et de L'Exception et la règle de Bertolt Brecht. Il met aussi en scène La Secte blanche de Doron Tavory au Théâtre de Haïfa (Israël) en 1988. La même année, il ouvre le café-théâtre et cabaret La Petite salle à Jérusalem et y met en scène des pièces d'Anton Tchekhov, Bertolt Brecht et de la poésie de Yánnis Rítsos.

### Metteur en scène international
En 1989-1990, il crée À la recherche de Omar Khayyam en passant par les croisades à Bâle avec des comédiens français et palestiniens. L'année suivante, il repart en tournée à travers 25 villes d’Europe, présentant les versions définitives de ses œuvres au Festival de Santarcangelo, au Festival international d'Édimbourg, ou au Théâtre de la Colline à Paris. En 1993, il crée une adaptation de La Conférence des oiseaux de Farid al-Din Attar au Théâtre royal flamand de Bruxelles.
En 1995, il réalise un film documentaire sur Jérusalem, produit par le Smithsonian Institute de Washington, intitulé Gates to the City. De retour en France à partir de 1995, il coécrit et monte Saint-Genet en coulisses (KVS, Bruxelles) et Motel (Institut du monde arabe, Paris) dans lequel il tient également le rôle principal. À l'opéra, on se souvient de sa mise en scène de Die Entführung aus dem Serail de Mozart au Festival de Salzbourg en 1997 et 1998, également diffusé sur Arte. L'année suivante est marquée par son adaptation et sa mise en scène d’une première version de L'Épopée de Gilgamesh à Bruxelles. Il écrit, met en scène et joue dans son Shams et co. (France et Palestine), monte  L'Enlèvement au Sérail (de Mozart et dirigé par Marc Minkowski à l'Opéra de Salzbourg), Carmen (de Bizet au Théâtre Montansier de Versailles), Roméo et Juliette de Gounod à l'Opéra national du Rhin, et Qui est fou ? (un opéra pop-rock de François Ribac, à l'Opéra de Reims).

### Retour vers la Palestine
À partir de 2002, il remonte des projets avec la Palestine, dont Il n'est pas mort de l'auteur palestinien Hussein Barghouti (en). Il crée un nouveau Gilgamesh à Nanterre en 2003, un « opéra mésopotamien » mis en musique par Kudsi Erguner. L’année d’après il prend une année sabbatique pour se consacrer à des études de neuropsychologie à l'Institut de médecine environnementale à Paris. De retour à Jérusalem depuis 2006, il monte une version minimaliste de Gilgamesh avec trois comédiens et des marionnettes, ainsi qu'une adaptation de Une mémoire pour l’oubli de Mahmoud Darwich qu'il interprète en solo. Il consacre une partie de son temps à la pédagogie.

### Décès
Il se suicide par défenestration le 1er octobre 2011 à Ramallah (Cisjordanie),,.

## Distinctions
En 1998, le président Yasser Arafat lui remet le Prix Palestine pour l’ensemble de son travail théâtral.